# Juan Seminario
Juan Roberto Seminario Rodríguez (* 22. Juli 1936 in Piura) ist ein ehemaliger peruanischer Fußballspieler.

## Karriere

### Verein
Seminario begann seine Karriere 1954 in seinem Heimatland bei Deportivo Municipal und ging fünf Jahre später nach Europa zu Sporting Lissabon. Bei den Portugiesen spielte er sich durch seine Laufbereitschaft schnell in die Herzen der Fans und erhielt den Spitznamen „Der Express aus Lima“. Zur Saison 1961/62 wechselte der Peruaner zu Real Saragossa. Hier sicherte er sich mit 25 Toren auf Anhieb den Titel des Torschützenkönigs. Nach einem kurzen Abstecher in die Serie A zum AC Florenz unterschrieb Seminario 1964 einen Vertrag beim FC Barcelona und gewann mit den Katalanen 1966 den Messepokal. Nach zwei weiteren Spielzeiten bei CE Sabadell ging er zurück nach Peru und ließ seine Karriere bei Atlético Grau ausklingen.

### Nationalmannschaft
Seminario feierte bereits mit 20 Jahren sein Debüt in der peruanischen Nationalmannschaft und bestritt bis zu seinem Wechsel nach Europa im Jahre 1959 neunzehn Länderspiele. Unvergessen bleibt die Partie vom 18. Mai 1959 gegen das favorisierte England, welche Peru vor über 50.000 Zuschauern in Lima dank eines Hattricks von Seminario klar mit 4:1 für sich entscheiden konnte.

## Erfolge
- Pichichi-Trophäe: 1962
- Messepokal: 1966
- Torschützenkönig des italienischen Pokals: 1964